# Justicia suarezensis
Justicia suarezensis är en akantusväxtart som beskrevs av Raymond Benoist. Justicia suarezensis ingår i släktet Justicia och familjen akantusväxter. Inga underarter finns listade i Catalogue of Life.